# Rod Steiger
Rod Steiger, nascut Rodney Stephen Steiger (Westhampton, Nova York, 14 d'abril de 1925 − Los Angeles, Califòrnia, 9 de juliol de 2002), va ser un actor estatunidenc.

## Biografia
Va deixar l'escola als 16 anys i es va allistar en els marines. Va passar la Segona Guerra Mundial en un destructor en el Pacífic.
La carrera de Steiger com a actor va començar mentre realitzava serveis civils en la marina després de la guerra. L'ajuda que l'estat prestava als soldats que tornaven del front li va permetre inscriure's en la New School for Social Research, on va estudiar art dramàtic. El 1951 va ser alumne de l'American Theater Wing i després del famós Actor's Studio, escola d'interpretació de la qual Steiger va ser un dels estudiants més dotats. Va tenir l'ocasió d'intervenir en la pel·lícula Teresa en què va fer una correcta interpretació. Mentre va continuar al teatre i a la televisió li van oferir el paper protagonista de la versió televisiva de Marty, per la qual Ernest Borgnine havia guanyat un Oscar. Poc després va tenir la seva autèntica oportunitat en el cinema, en aconseguir el paper principal en el clàssic La llei del silenci, al costat de Marlon Brando, pel·lícula amb què es va donar a conèixer àmpliament, obtenint una nominació per l'Oscar al millor actor secundari.
Steiger va ser un gran actor de caràcter. Alguns crítics deien que en les seves actuacions exagerava els seus personatges. Tanmateix, li va tocar encarnar durant una bona part de la seva trajectòria com a actor de cinema individus durs, i fins i tot violents, encara que de vegades també capaços de mostrar el seu costat humà; exemples d'això són les pel·lícules Yuma de Samuel Fuller (amb Sara Montiel) i En la calor de la nit, amb Sidney Poitier, per la que va rebre l'Oscar al millor actor, i en la qual interpreta el cap de policia d'un petit poble del Sud, que ha d'acceptar la visita d'un agent de l'FBI de raça negra per aclarir un crim.
El físic de Steiger no era atractiu. El seu aspecte no era especialment agradable i era corpulent. Per això li van donar repetidament papers de personatges de ficció i reals de caràcter fort. Així va interpretar Al Capone a la pel·lícula del mateix nom de 1959, i a Napoleó a Waterloo, pel·lícula de 1970, en la que va realitzar una caracterització extraordinària del personatge històric. En una etapa més avançada de la seva carrera, Steiger va fer també diverses pel·lícules a Europa. Els directors europeus amb els quals va treballar van saber aprofitar el seu estil d'actuació tan expressiu, aconseguint no obstant això interpretacions més equilibrades.
El 1977, va intervenir i va realitzar una sòlida caracterització de Ponç Pilat al film per a televisió que s'ha convertit en clàssic de Setmana Santa: Jesús de Nazareth. En la seva vellesa, va participar en pel·lícules tan populars com L'especialista (protagonitzada per Sylvester Stallone i Sharon Stone), Mars Attacks! de Tim Burton i Crazy in Alabama (debut com a director d'Antonio Banderas).
Durant tota la seva trajectòria en el cinema, Steiger va seguir fidel també enmig amb el que havia començat, la televisió, i va aparèixer de tant quan en pel·lícules i minisèries de televisió.
Steiger va estar casat en cinc ocasions, una d'elles amb la coneguda actriu Claire Bloom. Va tenir una filla amb aquesta esposa, i un fill amb l'altra. Va morir a Los Angeles als 77 anys, com a conseqüència d'una pulmonia i una fallada renal.

## Filmografia
Cinema
- 1951: Teresa, de Fred Zinnemann
- 1954: La llei del silenci (On the Waterfront), d'Elia Kazan
- 1955: Oklahoma (Oklahoma!), de Fred Zinnemann
- 1955: The Big Knife, de Robert Aldrich
- 1955: The Court-Martial of Billy Mitchell, d'Otto Preminger
- 1956: Jubal, de Delmer Daves
- 1956: Més dura serà la caiguda (The Harder They Fall), de Mark Robson
- 1956: Back from Eternity, de John Farrow
- 1957: The Unholy Wife, de John Farrow
- 1957: Run of the Arrow, de Samuel Fuller
- 1957: Across the Bridge, de Ken Annakin
- 1958: Cry Terror!, d'Andrew L. Stone
- 1959: Al Capone, de Richard Wilson
- 1960: Seven Thieves, de Henry Hathaway
- 1961: An einem Freitag um halb zwölf, d'Alvin Rakoff
- 1961: The Mark, de Guy Green
- 1962: 13 West Street, de Philip Leacock
- 1962: Convicts 4, de Millard Kaufman
- 1962: The Longest Day, de Ken Annakin, Andrew Marton i Bernhard Wicki
- 1963: Le Mani sulla città, de Francesco Rosi
- 1964: Gli Indifferenti, de Francesco Maselli
- 1964: The Pawnbroker, de Sidney Lumet
- 1965: E venne un uomo, d'Ermanno Olmi
- 1965: Estimats difunts (The Loved One), de Tony Richardson
- 1965: Doctor Givago (Doctor Zhivago), de David Lean
- 1967: En la calor de la nit (In the Heat of the Night), de Norman Jewison
- 1967: La Ragazza e il generale, de Pasquale Festa Campanile
- 1968: No Way to Treat a Lady, de Jack Smight
- 1968: The Sergeant de John Flynn
- 1969: The Illustrated Man, de Jack Smight
- 1969: Three Into Two Won't Go, de Peter Hall
- 1970: Waterloo, de Sergei Bondarchuk
- 1971: Abaixa el cap, maleït! (Giù la testa), de Sergio Leone
- 1971: Per molts anys, Wanda June (Happy Birthday, Wanda June), de Mark Robson
- 1973: Lolly-Madonna XXX, de Richard C. Sarafian
- 1973: Gli Eroi, de Duccio Tessari
- 1974: Mussolini: Ultimo atto, de Carlo Lizzani
- 1974: Lucky Luciano, de Francesco Rosi
- 1975: Les Innocents aux mains sales, de Claude Chabrol
- 1975: Hennessy, de Don Sharp
- 1976: W.C. Fields and Me, d'Arthur Hiller
- 1977: Portrait of a Hitman, d'Allan A. Buckhantz
- 1978: Wolf Lake, de Burt Kennedy
- 1978: F.I.S.T., de Norman Jewison
- 1979: Steiner - Das eiserne Kreuz, 2. Teil, d'Andrew V. McLaglen
- 1979: The Amityville Horror, de Stuart Rosenberg
- 1979: Amor i bales (Love and Bullets), de Stuart Rosenberg
- 1980: Klondike Fever, de Peter Carter
- 1980: The Lucky Star, de Max Fischer
- 1981: Lion of the Desert de Moustapha Akkad
- 1981: Cattle Annie and Little Britches, de Lamont Johnson
- 1981: The Chosen, de Jeremy Kagan
- 1982: Der Zauberberg, de Hans W. Geißendörfer
- 1984: The Naked Face, de Bryan Forbes
- 1987: The Kindred, de Stephen Carpenter i Jeffrey Obrow
- 1987: Catch the Heat, de Joel Silberg
- 1988: American Gothic, de John Hough
- 1989: Djavolji raj, de Rajko Grlic
- 1989: January Man, de Pat O'Connor
- 1989: Tennessee Nights, de Nicolas Gessner
- 1989: Try This One for Size, de Guy Hamilton
- 1991: Els padrins (Men of Respect), de William Reilly
- 1991: The Ballad of the Sad Cafe, de Simon Callow
- 1991: Guilty as Charged, de Sam Irvin
- 1993: The Neighbor, de Rodney Gibbons
- 1993: Kölcsönkapott idö, d'István Poór
- 1994: The Last Tattoo, de John Reid
- 1994: L'especialista (The Specialist), de Luis Llosa
- 1994: Cada dia és festa (Tous les jours dimanche), de Jean-Charles Tacchella
- 1995: Captain Nuke and the Bomber Boys, de Charles Gale
- 1996: Carpool, d'Arthur Hiller
- 1996: Shiloh, de Dale Rosenbloom
- 1996: Mars Attacks!, de Tim Burton
- 1997: The Kid, de John Hamilton
- 1997: Últimes conseqüències (Truth or Consequences, N.M.), de Kiefer Sutherland
- 1997: Livers Ain't Cheap, de James Merendino
- 1997: Incognito, de John Badham
- 1998: The Snatching of Bookie Bob
- 1998: Alexandria Hotel, d'Andrea Barzini i James Merendino
- 1998: Body and Soul, de Sam Henry Kass
- 1998: Animals and the Tollkeeper, de Michael Di Jiacomo
- 1998: Legacy, de T.J. Scott
- 1999: Cypress Edge, de Serge Rodnunsky
- 1999: Bojos a Alabama (Crazy in Alabama), d'Antonio Banderas
- 1999: Shiloh 2: Shiloh Season, de Sandy Tung
- 1999: The Hurricane, de Norman Jewison
- 1999: End of Days, de Peter Hyams
- 2000: The Last Producer, de Burt Reynolds
- 2001: Lightmaker, de Dieter Meier
- 2001: A Month of Sundays, de Stewart Raffill
- 2001: The Hollywood Sign, de Sönke Wortmann
- 2002: Poolhall Junkies, de Mars Callahan

Televisió
- 1951: Tales of Tomorrow (sèrie)
- 1953: Marty, de Delbert Mann
- 1964: The Movie Maker, de Joseph Lejtes
- 1966: Death of a Salesman, d'Alan Cooke
- 1977: Jesus of Nazareth, de Franco Zeffirelli (fulletó)
- 1983: Cook & Peary: The Race to the Pole, de Robert Day
- 1984: The Glory Boys, de Michael Ferguson
- 1985: Hollywood Wives, de Robert Day (fulletó)
- 1986: Sword of Gideon, de Michael Anderson
- 1988: Desperado: Avalanche at Devil's Ridge, de Richard Compton
- 1989: Passion and Paradise, d'Harvey Hart
- 1991: In the Line of Duty: Manhunt in the Dakotas, de Dick Lowry
- 1992: Due vite, un destino, de Romolo Guerrieri
- 1992: Sinatra, de James Steven Sadwith
- 1993: Tales of the City, d'Alastair Reid (fulletó)
- 1995: Little Surprises, de Jeff Goldblum
- 1995: OP Center, de Lewis Teague
- 1995: Choices of the Heart: The Margaret Sanger Story, de Paul Shapiro
- 1995: In Pursuit of Honor, de Ken Olin
- 1995: Columbo: Strange Bedfellows, de Vincent McEveety
- 1995: Out There, de Sam Irvin
- 1996: Dalva, de Ken Cameron
- 1996: EZ Streets, de Paul Haggis
- 1998: Vampirs moderns (Modern Vampires), de Richard Elfman
- 1999: Chicken Soup for the Soul (sèrie)
- 2000: Animated Epics: Moby Dick
- 2001: The Flying Dutchman, de Robin P. Murray

## Premis i nominacions

### Premis
- 1964: Os de Plata a la millor interpretació masculina per The Pawnbroker
- 1967: BAFTA al millor actor estranger per The Pawnbroker
- 1968: Oscar al millor actor per En la calor de la nit
- 1968: Globus d'Or al millor actor dramàtic per En la calor de la nit
- 1968: BAFTA al millor actor estranger per En la calor de la nit

### Nominacions
- 1955: Oscar al millor actor per La llei del silenci
- 1959: Primetime Emmy al millor actor per Playhouse 90
- 1964: Primetime Emmy al millor actor per Bob Hope Presents the Chrysler Theatre
- 1966: Oscar al millor actor secundari per The Pawnbroker
- 1966: Globus d'Or al millor actor dramàtic per The Pawnbroker